# روز آزادی نرم‌افزار

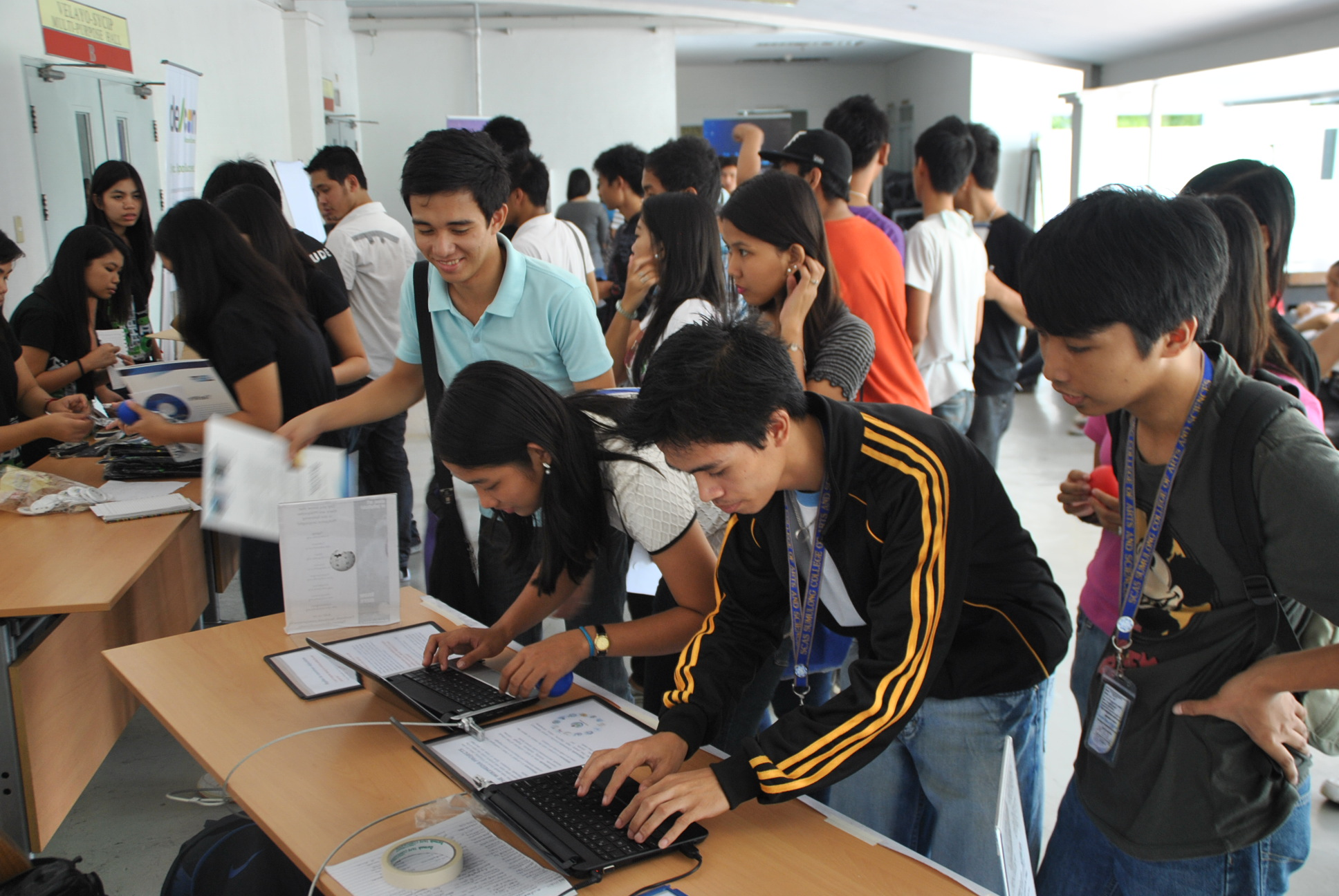
دانشجویان برای ثبت نام در رویداد روز آزادی نرم‌افزار ۲۰۱۱ در دانشگاه سانتو توماس، مانیل، فیلیپین ثبت نام کردند

روز آزادی نرم‌افزار (به انگلیسی: Software Freedom Day) (به اختصار SFD) یک جشن سالانه در سراسر جهان در ارتباط با نرم‌افزار آزاد است که توسط بنیاد آزادی دیجیتال (DFF) برگزار می‌شود. SFD تلاشی برای آموزش عمومی با هدف افزایش آگاهی دربارهٔ نرم‌افزار آزاد، فضیلت‌های آن و ترغیب به استفاده از آن است.

لوگوی روز آزادی نرم‌افزار

SFD از سال ۲۰۰۴ آغاز شد و نخستین بار در ۲۸ اوت همان سال برگزار شد. حدود ۱۲ تیم در نخستین روز آزادی نرم‌افزار شرکت کردند.
از سال ۲۰۰۶ به‌طور رسمی سومین شنبه ماه سپتامبر به عنوان «روز آزادی نرم‌افزار» تعیین شده است. با این حال، بنا به مقتضیات محلی، گروه‌ها می‌توانند در روزهای دیگری برنامه‌های خود را برگزار کنند. تاریخ رسمی روز آزادی نرم‌افزار سال ۱۴۰۳، ۳۱ شهریور (معادل با ۲۱ سپتامبر ۲۰۲۴ است).

## سازمان
برگزاری هر رویداد به تیم‌های محلی در سراسر جهان محول شده است. تیم‌هایی که از پیش ثبت نام کرده‌اند (حداقل ۲ ماه پیش از تاریخ برگزاری) اقلام تبلیغاتی ارسالی از بنیاد آزادی‌های دیجیتال را به رایگان دریافت می‌کنند تا در رویداد استفاده کنند. ویکی SFD شامل صفحاتی برای تیم‌های مختلف است که در آن، برنامه‌های خود را منتشر می‌کنند. خود رویدادها دارای بخش‌ها و اشکال مختلفی می‌توانند باشند؛ شامل کنفرانس‌هایی دربارهٔ مزایای نرم‌افزار آزاد و متن‌باز، کارگاه‌ها، ارائه‌ها، بازی‌ها، مراسم درخت‌کاری، بحث‌ها و جشن نصب. 

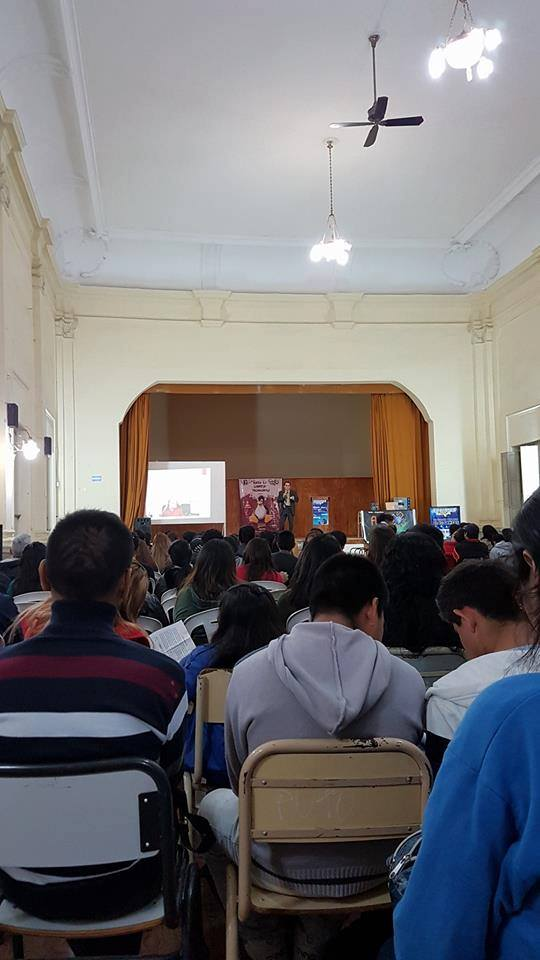
کنفرانس پروفسور رودریگو گاستن مانرا در رویداد نرم‌افزار آزادی روز ۲۰۱۶ در انستیتوی برتر ژنرال مانوئل بلگرانو ۶۰۰۱، سالتا، آرژانتین

## رویدادهای گذشته
| زمان             | تیم‌ها  | کشورها | منبع                   |
| ---------------- | ------ | ------ | ---------------------- |
| ۲۸ اوت، ۲۰۰۴     | ۶۴     | نامشخص | linux.com SFD 2004 map |
| ۱۰ سپتامبر، ۲۰۰۵ | ۱۳۸    | ۶۰     | linux.com SFD 2005 map |
| ۱۶ سپتامبر، ۲۰۰۶ | ۸۶     | ۷۰     | SFD 2006 map           |
| ۱۵ سپتامبر، ۲۰۰۷ | ۲۸۶    | ۸۰     | SFD 2007 map           |
| ۲۰ سپتامبر، ۲۰۰۸ | ۵۶۳    | ۹۰     | SFD 2008 map           |
| ۱۹ سپتامبر، ۲۰۰۹ | ۵۶۲    | ۹۰     | SFD 2009 map           |
| ۱۸ سپتامبر، ۲۰۱۰ | ۳۹۷    | ۹۰     | SFD 2010 map           |
| ۱۷ سپتامبر، ۲۰۱۱ | ۴۴۲    | ۸۷     | SFD 2011 map           |
| ۱۵ سپتامبر، ۲۰۱۲ | ۳۰۱    | ۷۳     | SFD 2012 map           |
| ۲۱ سپتامبر، ۲۰۱۳ | ۷۹     | ۳۱۶    | SFD 2013 map           |
| ۲۰ سپتامبر، ۲۰۱۴ | ۱۹۸    | ۶۶     | SFD 2014 map           |
| ۱۹ سپتامبر، ۲۰۱۵ | ۱۴۱    | ۵۲     | SFD 2015 map           |
| ۱۷ سپتامبر، ۲۰۱۶ | ۱۲۸    | ۵۰     | SFD 2016 map           |
| ۱۶ سپتامبر، ۲۰۱۷ | ۸۸     | ۴۹     | SFD 2017 map           |
| ۱۵ سپتامبر، ۲۰۱۸ | ۷۱     | ۳۹     | SFD 2018 map           |
| ۲۱ سپتامبر، ۲۰۱۹ | نامشخص | نامشخص | SFD 2019 map           |
| ۱۹ سپتامبر، ۲۰۲۰ | نامشخص | ۱۸     | SFD 2020 wiki          |
| ۱۸ سپتامبر، ۲۰۲۱ | ۳۹     | ۲۸     | SFD 2021 wiki و نقشه   |
| ۱۷ سپتامبر، ۲۰۲۲ | ۲۹     | ۲۰     | SFD 2022 wiki و نقشه   |

در مورد ارقام فوق توجه داشته باشید: یافتن ارقام سال‌های اولیه و حتی یافتن منابع بسیار دشوار است. نقشه‌های موجود در وبگاه SFD فقط پس از ۱۳۸۶ (۲۰۰۷) قابل اتکاست، با این وجود، دربرخی سال‌ها مانند سال ۲۰۰۹ شاهد تعداد تیم‌های بیشتری هستیم که دلیلش، وجود دو منبع شامل تیم‌هایی بود که به‌طور رسمی از طریق DFF ثبت‌نام نکرده بودند. حدود ۸۰ تیم از چین و صد نفر از جامعه Sun (OSUM) حضور داشتند که به شدت اقدام به توزیع اقلام یارانه‌ای بین تیم‌های‌شان کردند. در سال‌های اولیه SFD، نقشه جزء اختیاری و فاقد ارتباط با اسکریپت ثبت‌نام بود و بنابراین برخی از تیم‌ها دردسر گذراندن این مراحل دشوار را به خودشان ندادند.

## حامیان مالی
حامی اصلی از ابتدا شرکت کنونیکال و حامی توزیع گنو/لینوکس اوبونتو است. بعد از آن آی‌بی‌ام، سان مایکروسیستمز، DKUUG، گوگل، ردهت، Linode، نوکیا و هم‌اکنون MakerBot و البته بنیاد نرم‌افزار آزاد و بنیاد نرم‌افزار آزاد اروپا به حمایت از این روز پرداختند. در حال حاضر آی‌بی‌ام و سان مایکروسیستمز حامی مالی این رویداد نیستند. از نظر پوشش رسانه‌ای، DFF با مجله لینوکس، «لینوکس ژورنال» و «اوبونتو کاربر» همکاری می‌کند. هر تیم محلی می‌تواند به‌طور مستقل از حامیان مالی به خصوص سازمان‌های محلی حامل نرم‌افزارهای آزاد استفاده کند و اغلب، فعالیت‌هایشان در رسانه‌های محلی مانند روزنامه‌ها و تلویزیون پوشش داده می‌شود.

## ایران
این رویداد چندین سال است که در ایران برگزار می‌شود و طی سال‌های گذشته در تهران، اصفهان، مشهد، کرج، شاهین‌شهر، رشت و ساری برگزار شده است. از زمان دنیاگیری کووید-۱۹ در ایران برخی رویدادها به صورت مجازی برگزار شده‌اند.

### سال ۱۳۹۴
- جشنوارهٔ روز آزادی نرم‌افزار بنیاد دانش آزاد[۱]

### سال ۱۳۹۵
- جشنوارهٔ روز آزادی نرم‌افزار بنیاد دانش آزاد[۲]

### سال ۱۳۹۷

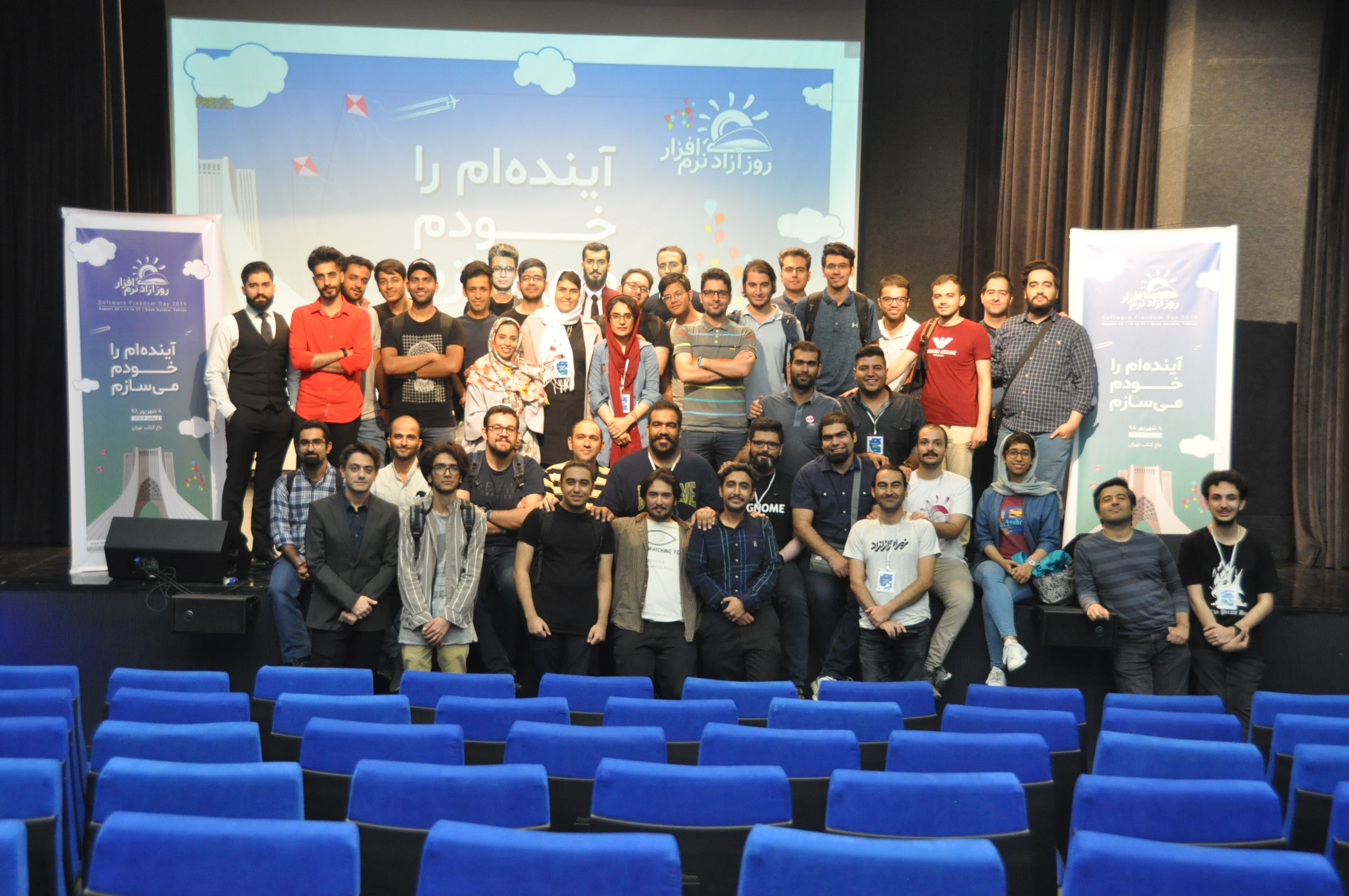
روز آزادی نرم‌افزار ۹۸ در باغ کتاب تهران

- دورهمی گنو[۳]

### سال ۱۳۹۸
در این سال، تنها یک جشن روز آزادی نرم‌افزار در باغ کتاب تهران برگزار شد. افرادی در خصوص «بلندر»، «اوپن‌استریت‌مپ»، «فدیورس»، «گوگل‌زدایی» و... ارائه دادند و به معرفی آن‌ها پرداختند.

### سال ۱۳۹۹
در این سال تنها یک رویداد توسط لاگ ایلام به صورت مجازی برگزار شد.

### سال ۱۴۰۰
در این سال، ۵ رویداد مجازی برگزار شد:
- گردهمایی روز آزادی نرم‌افزار ۱۴۰۰ مشهد [۷]
- دورهمی گنو [۸]
- خانه بلندر ایران
- فرانت چپتر
- آزادان [۹]

### سال ۱۴۰۱
در این سال ۲ تیم به‌صورت مجزا و مجازی اقدام به برگزاری رویداد کردند:
- فرانت چپتر
- لاگ دانشگاه فردوسی مشهد

### سال ۱۴۰۲
- لاگ مشهد[۱۱]
- آزادان [۱۲]

### سال ۱۴۰۳

جشن روز آزادی نرم‌افزار ۱۳۹۹ در دانشگاه کابل

- فرانت چپتر [۱۳]
- آزادان [۱۴]
- پارچ [۱۵]
- جامعهٔ لینوکسی شیراز [۱۶]
- کاربران گنولینوکس گیلان [۱۷]
- لاگ بیرجند [۱۸]

## افغانستان
سال ۱۳۹۹ رویداد روز آزادی نرم‌افزار در دانشگاه کابل در افغانستان برگزار شده‌است.
از برگزاری رویداد در سال‌های دیگر اطلاعی در دست نیست.

## نگارخانه

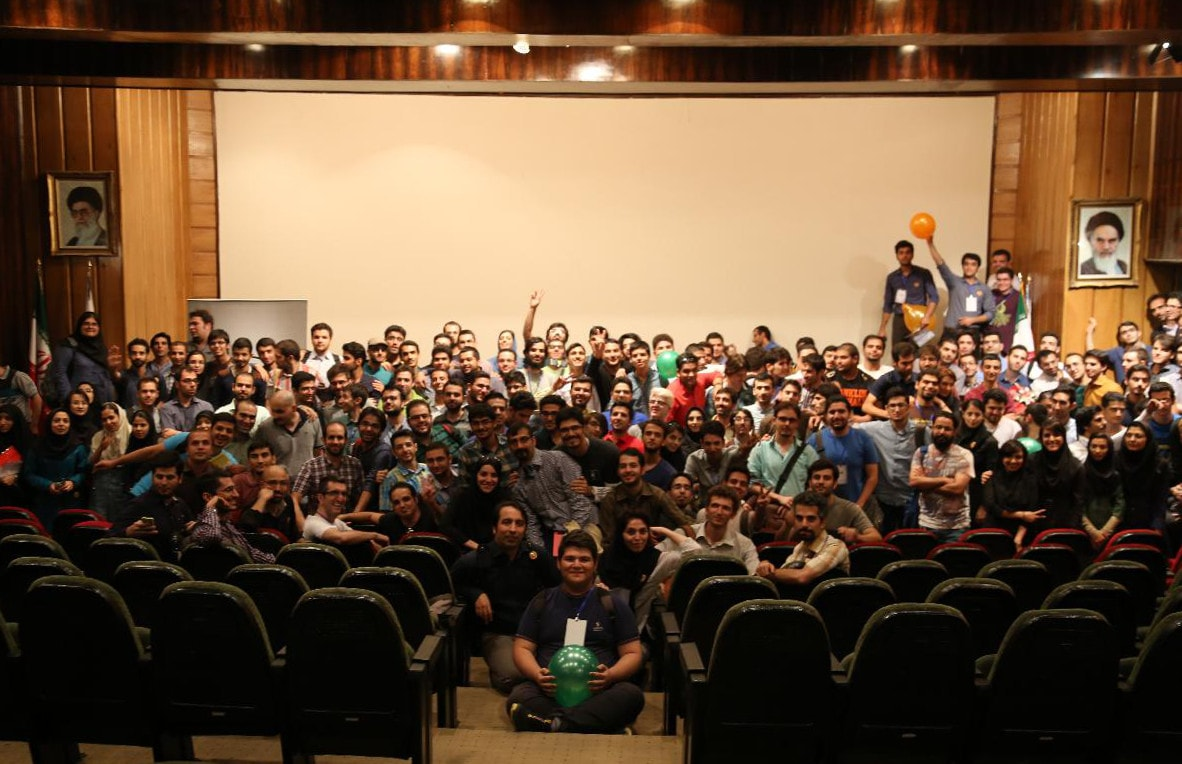
جشن روز آزادی نرم‌افزار ۱۳۹۵، دانشگاه صنعتی شریف
جشن روز آزادی نرم‌افزار ۱۳۹۷، تهرانجشن روز آزادی نرم‌افزار ۱۳۹۷، تهران
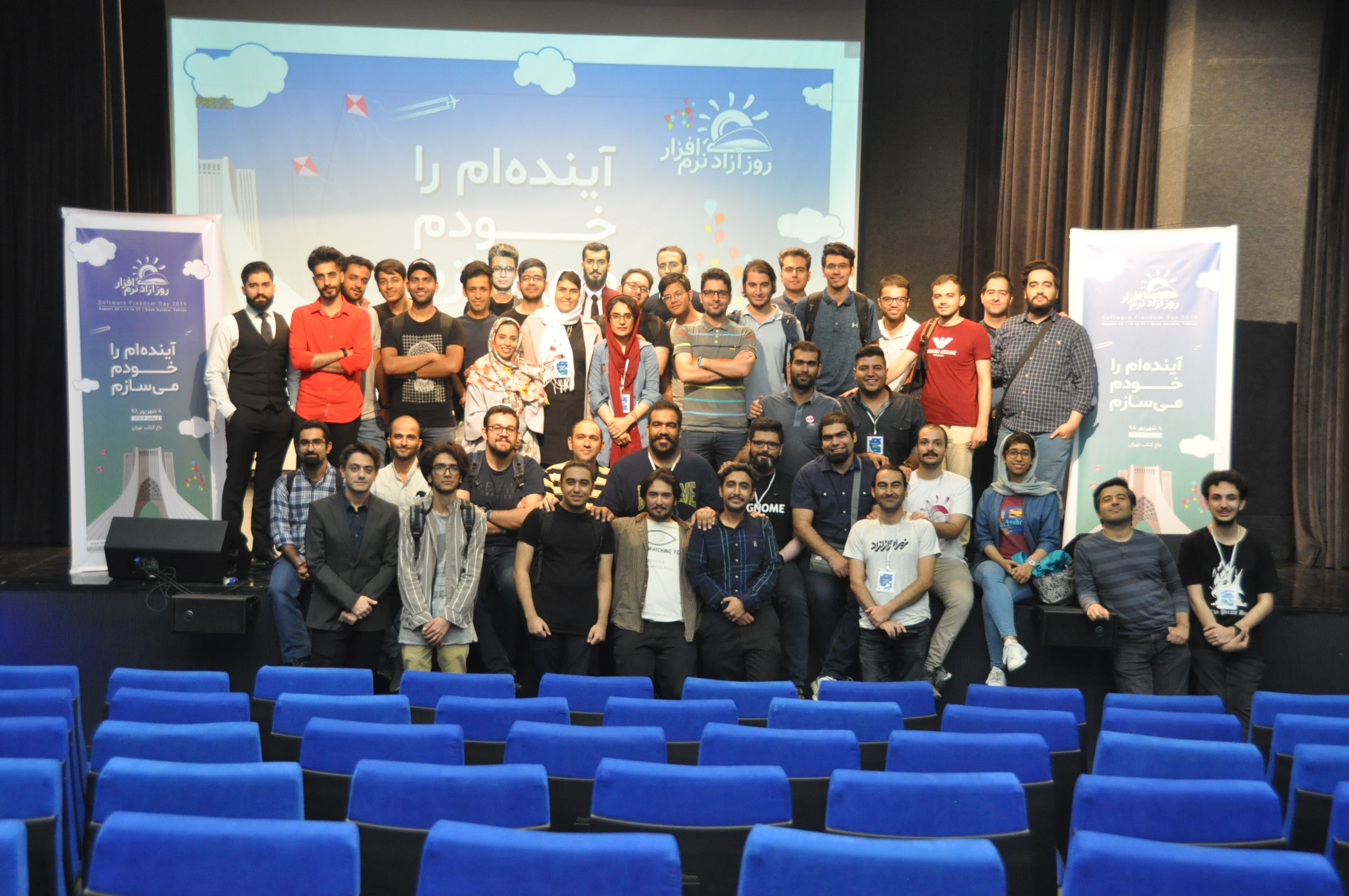
جشن روز آزادی نرم‌افزار ۱۳۹۸، باغ کتاب تهران
جشن روز آزادی نرم‌افزار ۱۳۹۹ در دانشگاه کابلجشن روز آزادی نرم‌افزار ۱۳۹۹ در دانشگاه کابل